# Ulrich Obrecht
Ulrich Obrecht est jurisconsulte et philologue français, né à Strasbourg le 23 juillet 1646 et mort le 16 août 1701. Il voyagea en Allemagne et en Italie. Il fut à son retour chargé d'enseigner l'histoire à Strasbourg. Il abjura le luthéranisme entre les mains de Bossuet (1684).

## Biographie
Ulrich Obrecht naît le 23 juillet 1646, à Strasbourg. Il est le fils du juriste strasbourgeois Georges Ulric Obrecht et d'Anne Marie Boeder. 
Il étudie les belles-lettres, l'histoire et le droit à Altdorf, Bâle et Strasbourg. Polyglotte, il parle, outre l'allemand et les langues anciennes, le français, l'espagnol et l'italien.
Précepteur du fils d'un ambassadeur russe, il voyage à travers l'Europe, séjournant notamment à Vienne et à Venise.
En 1676, il s'en retourne dans sa ville natale. En 1682, il succède à son beau-père à la double chaire d'éloquence et d'histoire de l'université de Strasbourg.
Après l'occupation de Strasbourg par les troupes françaises, en 1684, il se convertit au catholicisme. En 1685, Louis XIV le nomme préteur royal de Strasbourg. À compter de 1698, il représente, comme commissaire royal, les intérêts de Louis XIV et de la duchesse d'Orléans dans les négociations relatives à l'héritage palatin qui ont lieu à Francfort-sur-le-Main.
Il meurt le 8 ou le 16 août 1701 à Strasbourg, à l'âge de 55 ans.

## Œuvres
On a de lui : Alsaticarum rerum prodromus, Strasb., 1681, des éditions de Dictys, de Quinlilien, de l’Histoire Auguste, et une traduction latine de la Vie de Pythagore par Jamblique. 